# Phoradendron fasciculatum
Phoradendron fasciculatum är en sandelträdsväxtart som beskrevs av J. Kuijt. Phoradendron fasciculatum ingår i släktet Phoradendron och familjen sandelträdsväxter. Inga underarter finns listade i Catalogue of Life.